# Stanley Tong
Stanley Tong, de son vrai nom Tong Kwai-Lai (唐季禮, né le 7 avril 1960), aussi connu sous le nom de Jili Tang, est un réalisateur, scénariste et producteur hongkongais.
Il possède sa propre société de production, Golden Gate, qu'il a fondé en 1989. Il avait la particularité au début de sa carrière d'effectuer lui-même les cascades avant de demander aux acteurs de prendre des risques, par exemple avec le saut de Jackie Chan sur l'escalier de secours d'un immeuble depuis un toit dans Jackie Chan dans le Bronx ou la scène finale de Stone Age Warriors.

## Biographie
Ayant grandi entre Hong Kong et le Canada, il commence sa carrière cinématographique dans la ville chinoise en 1979, encouragé par son beau-frère, en travaillant sur les plateaux. En 1991, il auto-produit et réalise son premier film, Stone Age Warriors, qui reçoit les éloges de certains célèbres critiques de cinéma, ce qui attire l'attention de la Golden Harvest. Tong est ensuite invité à rejoindre la société en tant que réalisateur.
Il devient très connu pour ses films d'action. En étroite collaboration avec Jackie Chan, il réalise des films très populaires dans les années 1990. Leur première collaboration, Police Story 3: Supercop (1992), bat des records au box-office dans de nombreux pays asiatiques et reçoit une nomination du meilleur film aux Golden Horse Awards. Les autres films de Tong avec Jackie Chan, comme Jackie Chan dans le Bronx (1995) ou Police Story 4: Contre-attaque (1996), créent également d'importants records au box-office, ce dernier rapportant 57 518 795 HK$, le plus grand succès au box-office pour un film hongkongais jusqu'en 2001. En outre, la sortie de Jackie Chan dans le Bronx aux États-Unis aide l'acteur à se faire un nom à Hollywood.
S'essayant à Hollywood, Tong y tourne son seul film en anglais qui ne soit pas un film d'action, Mr. Magoo (1997), qui est un échec critique et commercial, et la série Le Flic de Shanghaï (1998), qui est un succès modeste.
En 2000, Tong quitte l'Amérique pour Shanghai dans l'espoir d'inspirer la future génération de cinéastes chinois. Après une longue présence loin de Hong Kong, Tong revient dans sa ville natale et réalise China Strike Force (2000). En 2005, il écrit et réalise The Myth, ainsi que le premier film d'animation 3D d'Asie, Dragon Blood.
Ces dernières années, Tong est surtout producteur, comme avec la série télévisée The Myth (en) (2010) et Chinese Zodiac (2012), ainsi que les séries télévisées Fall in Love with You (2012) et The Patriot Yue Fei (en) (2013).
En dehors de son activité cinématographique, Tong est actif dans des œuvres caritatives aux États-Unis et en Chine. Il travaille également comme conférencier invité en Chine pour aider à former les futurs cinéastes du pays.

## Filmographie

### Réalisateur
- 1990 : Iron Angels 3 (Tian shi xing dong III)
- 1991 : Stone Age Warriors (Mo yu fei long ) + producteur + scénariste
- 1992 : Police Story 3: Supercop (Jing cha gu shi III: Chao ji jing cha) + scénariste
- 1993 : Supercop 2 (Chao ji ji hua )
- 1995 : Jackie Chan dans le Bronx (Hong faan kui)
- 1996 : Contre-attaque (Police story 4 : First strike, Jing cha gu shi IV : Jian dan ren wu) + scénariste
- 1997 : Mr. Magoo
- 1998 : Le Flic de Shanghaï (Martial law), série télévisée, producteur délégué
- 2000 : China Strike Force (Leui ting jin ging) + producteur + scénariste
- 2005 : The Myth (San wa) + scénariste
- 2017 : Kung Fu Yoga (Gong fu yu jia) + scénariste
- 2020 : Vanguard (aussi scénariste et coproducteur)
- 2023 : A Legend (aussi scénariste)

### Producteur
- 2001 : Crime of the Beast (Jung gik keung gaan sau sing yau waak)
- 2002 : A Wicked Ghost III: The Possession  (Saan chuen liu shut III: Nyn leng chin geun)
- 2002 : Flatland, série télévisée, producteur délégué
- 2005 : DragonBlade
- 2005 : Home Sweet Home (Gwai muk)
- 2007 : Love in the City (Nan cai nu mao)